# Lidhja Demokratike e Dardanisë
Die Lidhja Demokratike e Dardanisë (Akronym: LDD) ist eine politische Partei im Kosovo, welche im Januar 2007 vom früheren Parlamentspräsidenten Nexhat Daci gegründet wurde. Sie wurde als Abspaltung der Demokratischen Liga des Kosovo formiert, nachdem innerhalb der Partei Uneinigkeiten herrschten. Benannt ist die Partei nach der antiken Region Dardanien, die größtenteils den Kosovo umfasste.
Der Parteivorsitzende ist Nexhat Daci. Zu den weiteren Führungskräften gehören Besa Gaxherri, Adem Salihaj, Xhemajl Hyseni und Berim Ramosaj. Der Generalsekretär ist Lulëzim Zeneli.
Die LDD hat 2011 alle ihre Mandate im Parlament der Republik Kosovo verloren und ist nunmehr nicht mehr darin vertreten.